# 朱蕾娅
Leia Zhengying Zhu（中文：朱蕾雅，2006年10月—）是一位英国小提琴家。她曾在多场国际音乐会上演出，是伯乐艺术全球代理管理下、伦敦莫扎特演奏家乐团最年轻的驻团艺术家。

## 早年生活和教育
朱蕾雅于 2006 年 10 月出生于英国的泰恩河畔纽卡斯尔，父亲是中国人Yanhong Bi。 她还有一个弟弟，名叫Leo。朱蕾雅的父母经常听古典乐，她本人三岁时对古典乐产生兴趣，因此其祖母送给她一把小提琴  。 她四岁时首次在纽卡斯尔市政厅举办的“逍遥音乐节东北最后一夜”亮相。 
朱蕾雅曾就读于盖茨黑德的菲尔赛德社区小学和牛津的圣爱德华学校。  她精通英语和中文，正在学习法语和德语。 

## 职业和其他事业
朱蕾雅六岁时首次在西班牙进行国际演出。 她曾与比利时国家交响乐团  、莫斯科爱乐乐团、卢塞恩节庆弦乐团、俄罗斯国家交响乐团 、马林斯基交响乐团、和英国室内乐团等乐团合作演出，并在海外场馆和音乐节进行演奏，包括萨尔茨堡音乐节、莱茵高音乐节、皇家节日音乐厅、巴比肯艺术中心、伦敦卡多根音乐厅、柏林爱乐乐团和伊丽莎白女王音乐厅。 
2019年，朱蕾雅成为伦敦艺术家代理机构伯乐艺术全球代理旗下的最年轻的艺术家 ，并于2021年成为伦敦莫扎特演奏家乐团最年轻的驻团艺术家。  她在 2021 年的直播中与爱尔兰乐队西城男孩一起表演了小提琴独奏《 You Raise Me Up 》。 
朱蕾雅一直参与伦敦莫扎特演奏家乐团建立的教育推广项目，向年轻人推广古典音乐。  2020 年，她与Google藝術與文化和伯乐艺术全球代理在YouTube上建立了合作伙伴关系，介绍并表演海恩里希·威尔海姆·恩斯特的作品。 朱蕾雅还表现出了对电影制作的兴趣，她与弟弟 Leo 制作的视频在 2020 年CineMagic电影节中入围 她于 2023 年 10 月出版了她的第一本自传《弓、弦和梦想》。